# Mouvement Fight for $15

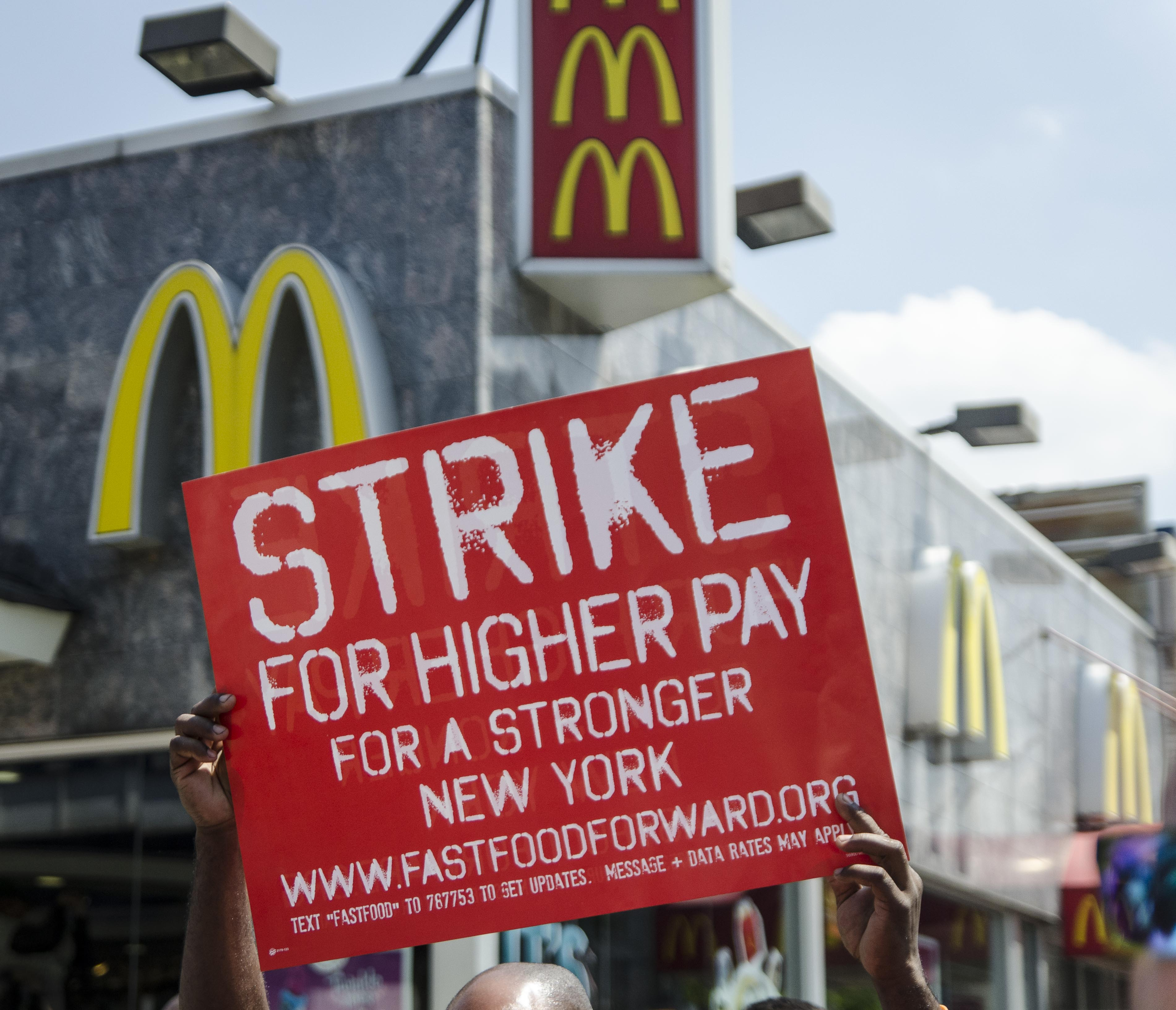
Manifestation devant un restaurent McDonald's le 29 juillet 2013 à New York

Le Mouvement « Fight for 15 $ » décrit l'ensemble des groupes de revendication œuvrant pour l'augmentation du salaire minimum à 15$ l'heure aux États-Unis. 
Débutant en novembre 2012 à New York avec une importante grève de travailleurs de la restauration rapide pour l'amélioration de leurs conditions de travail, le mouvement s'étend à la grandeur des États-Unis, puis à partir de 2014, à plusieurs pays comme le Brésil, le Royaume-Uni, le Canada et le Japon.